# Oštra Stijena
Oštra Stijena (en serbe cyrillique : Оштра Стијена) est un village de Serbie situé dans la municipalité de Prijepolje, district de Zlatibor. Au recensement de 2011, il comptait 34 habitants.

## Démographie

### Évolution historique de la population
| 1948 | 1953 | 1961 | 1971 | 1981 | 1991 | 2002 | 2011 |
| ---- | ---- | ---- | ---- | ---- | ---- | ---- | ---- |
| 286  | 385  | 331  | 294  | 267  | 139  | 123  | 34   |

|  |